# Henry F. Lippitt

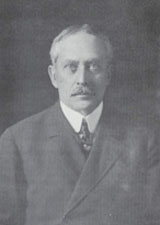
Henry F. Lippitt

Henry Frederick Lippitt (* 12. Oktober 1856 in Providence, Rhode Island; † 28. Dezember 1933 ebenda) war ein US-amerikanischer Politiker (Republikanische Partei), der den Bundesstaat Rhode Island im US-Senat vertrat.
Henry F. Lippitt entstammt einer Familie, die zahlreiche weitere Politiker hervorbrachte. Sein Vater Henry Lippitt war von 1875 bis 1877 Gouverneur von Rhode Island, dessen Bruder Charles übte dieses Amt von 1895 bis 1897 aus. Sein Großneffe John Chafee, Marinestaatssekretär von 1969 bis 1972, war von 1963 bis 1969 ebenfalls Gouverneur des Staates sowie von 1976 bis 1999 US-Senator für Rhode Island; in diesem Amt folgte ihm dann sein Sohn Lincoln Chafee nach. Auch Henry F. Lippitts eigener Sohn Frederick wurde als Mitglied des Repräsentantenhauses von Rhode Island politisch tätig.
Lippitt besuchte als Junge Privatschulen und danach die Brown University, wo er 1878 graduierte. Er stieg im Anschluss ins Baumwollgewerbe ein, fungierte als Direktor einer Bank sowie mehrerer Versicherungsgesellschaften und war Vizepräsident der Sparkasse (Savings bank) von Providence. Von 1888 bis 1889 gehörte er dem Stab von Gouverneur Royal C. Taft im Rang eines Colonel an. Ebenfalls noch im Jahr 1889 wurde er Präsident des Baumwollerzeugerverbandes von Neuengland.
1910 wurde Henry Lippitt in den US-Senat gewählt, wo er sein Mandat als Republikaner vom 4. März 1911 bis zum 3. März 1917 wahrnahm; die Wiederwahl misslang ihm 1916. Während seiner Zeit im Senat war er Vorsitzender des Ausschusses für die Ausgaben des Landwirtschaftsministeriums. Nach dem Ende seiner politischen Laufbahn kehrte er in die Textilindustrie zurück.